# Idrossido di mercurio
L'idrossido di mercurio è una base con formula molecolare HgOH altamente tossico, corrosivo e nocivo. Si ottiene mescolando l'ossido di mercurio all'acqua.

## Applicazioni
Questo elemento non ha applicazioni proprie, ma può essere utilizzato per la produzione dell'acido di mercurio, mescolandolo all'acido cloridrico.